# Lycosa dimota
Lycosa dimota är en spindelart som beskrevs av Simon 1909. Lycosa dimota ingår i släktet Lycosa och familjen vargspindlar.
Artens utbredningsområde är Western Australia. Inga underarter finns listade i Catalogue of Life.